# Mission Radowitz
Mission Radowitz bezeichnet die Entsendung des deutschen Diplomaten Joseph Maria von Radowitz im Februar 1875 nach Sankt Petersburg als außerordentlichen Gesandten (Envoyé en mission extraordinaire), anlässlich der Erkrankung des etatmäßigen Gesandten Prinz Reuß. Es ist weiterhin ungeklärt und in der Forschung umstritten, ob der Mission ein ausdrücklicher Auftrag zu Grunde lag.

## Anlass
Äußerer Anlass der Mission war die mehrmonatige Erkrankung des deutschen Gesandten in St. Petersburg, Prinz Reuß, der sich zu einer Kur in Amsterdam aufhielt. Sein Vertreter war der Geschäftsträger von Alvensleben, der nach Auffassung des Reichskanzlers Otto von Bismarck seiner Aufgabe nicht gewachsen war. Alvensleben vertrat den deutschen Standpunkt gegenüber dem russischen Kanzler Fürst Gorčakov nicht nur nicht ausreichend; er ließ sich von Gorčakov sogar zur Übermittlung scharfer Kritik an Bismarcks Politik nach Berlin missbrauchen, obwohl dies nach diplomatischen Gepflogenheiten Aufgabe des russischen Botschafters in Berlin gewesen wäre. In einem Erlass vom 25. Januar 1875 wies Bismarck Alvensleben zurecht:

„Die deutsche Botschaft in Petersburg ist in der Hauptsache mehr dazu da, deutsche Wünsche in Rußland als russische Wünsche bei uns zu vertreten.“

## Politische Situation Anfang 1875
Das Deutsche Reich hatte sich – anders als zuvor der Deutsche Bund – ohne Übereinstimmung mit den europäischen Pentarchiemächten konstituiert. Eine Garantie der europäischen Großmächte für seinen Bestand einschließlich des annektierten Elsaß-Lothringen gab es nicht. Deutschland befürchtete Revancheforderungen Frankreichs. In dieser Situation bemühte sich Bismarck darum, das Reich dauerhaft in einem Bündnis mit Russland und Österreich-Ungarn zu halten. Jede Annäherung eines dieser Verbündeten an Frankreich wurde als große Gefahr gesehen (Bismarcks cauchemar des coalitions, der Albtraum der Koalitionen). Daher betrachtete Berlin die frankophile Politik des russischen Kanzlers Gorčakov kritisch.
1874/75 bestand aus deutscher Sicht am Horizont die Gefahr einer Einkreisung, einerseits durch eine Annäherung zwischen Russland und Frankreich, andererseits durch ein mögliches Zusammengehen der katholischen Mächte Österreich-Ungarn, Italien und Frankreich mit dem Heiligen Stuhl. Antideutsche Proteste und Drohungen von katholischer Seite gab es auch in Belgien und dem russisch besetzten Polen, wobei sich die Verurteilung des Kulturkampfes mit anderen politischen Forderungen (z. B. nach einer Rückgabe Elsaß-Lothringens) verband. Bedenklich erschien auch, dass Russland, das sich seit 1871 dem Heiligen Stuhl angenähert hatte, die deutsche Politik gegen den Katholizismus verurteilte.
Russland behandelte Deutschland – wie zuvor Preußen – als Juniorpartner. Bismarck strebte im Hinblick auf die gestärkte Rolle des geeinten Reiches im Verhältnis zu Russland Gleichrangigkeit an. Für deutsche Unterstützung russischer Interessen forderte er Reziprozität.
Einzelne Ereignisse Anfang 1875 zeigen die angespannte Situation:
| 03.02.1875 | Scharfe Note des Deutschen Reiches an Belgien: Aufforderung zu Maßnahmen gegen klerikale Bestrebungen                                 |
| 05.02.1875 | Enzyklika Quod numquam des Papstes Pius IX. gegen den Kulturkampf                                                                     |
| 04.03.1875 | Nach Gerüchten, dass Frankreich in großem Umfang Pferde in Deutschland kaufen wolle, Verbot für deutsche Pferdeverkäufe an Frankreich |
| 12.03.1875 | Französisches Kadergesetz zur Heeresvermehrung                                                                                        |
| 08.04.1875 | Artikel: „Ist Krieg in Sicht?“ |

## Begründung der Mission
Zwischen dem 24. und 26. Januar 1875 traf Bismarck die Entscheidung, durch Entsendung eines Diplomaten der Stimme Deutschlands in St. Petersburg mehr Gehör zu verschaffen. Am 3. März unterrichtete Bismarck Radowitz über seine Aufgabe. Er solle die guten Beziehungen zu Russland pflegen und auch zu Gorčakov ein „'aufrichtiges Einverständnis' […] entwickeln, 'auch wenn er es ihm noch so sehr erschwere.'“ Nach Radowitz’ Memoiren erteilte Bismarck nur allgemeine Instruktionen, ohne damit einen „besonderen politischen Auftrag“ zu verbinden.
Die Entsendung Radowitz’ wurde publizistisch durch Zeitungsartikel begleitet, die als offiziös bezeichnet werden können. Begründet wurde die Mission mit der Notwendigkeit, die Genesung des Prinzen Reuß nicht zu gefährden, darüber hinaus mit der Vertrautheit Radowitz’ mit den Verhältnissen des Orients.

## Ablauf der Mission
| 06.02.1875        | Ankunft in St. Petersburg                                                                                                 |
| 07.02.1875        | Empfang bei Reichskanzler Gorčakov                                                                                        |
| 08.02.1875        | Antrittsaudienz bei Zar Alexander II.                                                                                     |
| 14.02.1875        | Runderlass Russlands an seine diplomatischen Vertretungen: Kooperation mit Vertretern Deutschlands und Österreich-Ungarns |
| 11.03.1875        | Rückkehr des planmäßigen Gesandten Prinz Reuß/Übergabe der Amtsgeschäfte durch Radowitz                                   |
| 14.03.1875        | Audienz des Prinzen Reuß beim Zaren                                                                                       |
| 14.03.–18.03.1875 | Aufenthalt Radowitz’ in Moskau                                                                                            |
| 18.03.1875        | Abschiedsaudienz Radowitz’ beim Zaren                                                                                     |
| 18.03.–20.03.1875 | Jagdausflug des Zaren mit Prinz Reuß                                                                                      |
| 21.03.1875        | Nach Rückkehr des Prinzen Reuß: Abreise Radowitz’ nach Berlin                                                             |
| 23.03.1875        | Ankunft in Berlin – Empfang beim Reichskanzler und bei Kaiser Wilhelm I.                                                  |

Am ersten Tag nach seiner Ankunft führte Radowitz Gespräche mit Gorčakov und dessen Abteilungsleiter für Asien Stremukov. Gegenüber dem russischen Kanzler forderte Radowitz mehr Achtung vor der Natur der bilateralen politischen Beziehungen und verbat sich persönliche Spitzen gegenüber Bismarck. Bei der Audienz beim Zaren verneinte der Gesandte die Frage nach etwaigen speziellen Instruktionen und trug zusammenfassend den allgemeinen Wunsch Kaiser Wilhelms nach einem engen Einvernehmen beider Staaten in der Außenpolitik vor. Nach einem längeren Gespräch über diverse außenpolitische Themen äußerten sich später sowohl der Zar als auch Radowitz zufrieden über die Unterredung. In weiteren Gesprächen insbesondere mit Stremukov wurden Misshelligkeiten erörtert, bei denen die diplomatischen Vertreter Berlins und St. Petersburgs in Balkanfragen gegeneinander agiert hätten. Radowitz warb dafür, dass die beiderseitigen Vertreter insbesondere im Orient in engem Einvernehmen handeln sollten. Er hatte damit insoweit Erfolg, als die russischen diplomatischen Vertretungen im Ausland und die konsularischen Missionen im Orient von Gorčakov einen Runderlass (Zirkular) erhielten, in dem diese auf die guten Beziehungen besonders zu Deutschland und Österreich-Ungarn hingewiesen wurden. Für den Fall etwaiger Differenzen wurden die Adressaten aufgefordert, diese nicht selbst auszutragen, sondern ihren Regierungen zu berichten.
Am 17. Februar trat Alvensleben einen mehrwöchigen Urlaub an. Radowitz führte während seines Aufenthalts die normalen diplomatischen Geschäfte. Am 11. März kehrte Prinz Reuß nach St. Petersburg zurück und übernahm wieder die Leitung der Botschaft. Damit war an sich Radowitz’ Mission beendet und er hatte sich beim Zaren zu verabschieden. Da er aber zunächst keinen zeitnahen Termin bekam, kam er einer Einladung nach Moskau nach. Am 18. März fand dann die Abschiedsaudienz statt. Allerdings konnte er auch danach noch nicht sofort abreisen, da er Berichte des Prinzen Reuß nach Berlin mitnehmen sollte. Dieser begleitete den Zaren aber zu einem Jagdausflug, so dass Radowitz St. Petersburg erst am 21. März verlassen konnte. In Berlin angekommen, erstattete er Kanzler Bismarck und dem Kaiser mündlich Bericht.

## Forschungsstand
Bereits während der Mission gab es Vermutungen und Gerüchte über deren Zweck. Ein besonderer Auftrag lässt sich den deutschen diplomatischen Akten nicht entnehmen. Gleichwohl schließen mehrere namhafte Historiker aus Indizien auf einen besonderen geheimen Auftrag. Dabei wird der Inhalt dieses vermuteten Auftrages unterschiedlich formuliert, in der Regel mit relativierenden Formulierungen und Attributen. Einigkeit besteht bei den Vertretern der Theorie eines Geheimauftrages darüber, dass Russland das deutsche Angebot zurückgewiesen habe und dass Bismarcks Vorstoß gescheitert sei.
Nach Winckler „scheint“ der geheime Auftrag Radowitz’ gelautet zu haben, zu sondieren, wie Russland „sich einer auf Kosten des Bestandes Österreich-Ungarns gehenden Interessensphärenteilung des Südosten [sic!] Europas und des Balkans gegenüber zu verhalten gedächte[n]: 'Überlaßt uns den Westen, wir überlassen euch den Osten', einen derartigen Vorschlag scheint der Gesandte v. Radowitz […] unterbreitet zu haben […].“
Hillgruber sieht die Mission Radowitz als „diplomatisch-politische[n] Hauptschachzug“ und spricht von der „Wahrscheinlichkeit, daß die Mission Radowitz den wichtigsten Teil der politischen Offensive Bismarcks darstellte […].“ Er räumt ein: „Bis heute hat man über den speziellen Verhandlungsgegenstand im Rahmen der allgemeinen Zielsetzung in Radowitz’ Petersburger Gesprächen keine Klarheit gewinnen können.“ Er hält es aber für wahrscheinlich, dass Radowitz „[…] den Gedanken einer Teilung Südosteuropas über Österreich-Ungarn hinweg in eine russische und eine deutsche Sphäre als Ziel der Politik beider Mächte auf weite Sicht entwickelt […]“ habe.
Hildebrand zufolge lassen es neuere Forschungen „als wahrscheinlich gelten […],“ dass Radowitz erkunden sollte, ob Russland „[…] den Bestand des Reiches einschließlich der den Franzosen entwundenen Provinzen zu garantieren willens war, wenn ihm dafür zu Lasten der Donaumonarchie in Südosteuropa Kompensationen angeboten wurden.“
Lappenküper hat die Mission in seiner umfangreichen Monographie intensiv erforscht und schließt sich – anknüpfend an Hillgruber und Winckler – der Theorie eines geheimen Auftrages an. Er sieht es als „zentrale Aufgabe von Radowitz“ an, die russische Regierung „mit dem Versprechen zur Förderung der russischen Orientpolitik zu einer wohlwollenden Neutralität im Falle eines Krieges gegen Frankreich zu bewegen.“ Ein weiterer Auftrag sei gewesen, die Harmonie zwischen Russland und Österreich-Ungarn zu stören. Der Autor vermutet, dass Radowitz sein Angebot in den letzten Tagen seines Aufenthalts unterbreitet habe, über die aber keine Quellen vorliegen. Er hält es für möglich, dass Bismarck diese vernichten ließ.
Trotz der Untersuchung Lappenküpers (abgeschlossen 1988) fehlt nach Rose noch im Jahre 2013 „[…] die letzte Klarheit über Sinn und Inhalt der heiklen Mission.“ Er geht von einem deutschen Angebot einer Reziprozität im Orient und in Westeuropa aus, was aber nicht automatisch ein Neutralitätsverlangen in einem eventuellen Krieg gegen Frankreich eingeschlossen habe.
Baumgart zufolge konnten weder die ältere Forschung noch die Untersuchung von Lappenküper bisher „das Geheimnis um die Radowitz-Mission richtig entschleiern […]“. Dass Bismarck von Russland freie Hand im Westen (gegenüber Frankreich) gefordert und dafür Russland freie Hand im Orient geboten habe, hält er für eine Legende. Er habe keineswegs von Russland einen Blankoscheck für die deutsche Politik gegen Frankreich oder gar für einen Präventivkrieg gefordert. Bismarck habe sich vielmehr „defensiv“ verhalten. Baumgart ordnet Bismarcks Politik der ersten Monate des Jahres 1875 in den Zusammenhang seiner gesamten Außenpolitik ein. Er vertritt die Ansicht, Bismarck habe auch damals die vier anderen Großmächte von der europäischen Mitte ablenken und ihre Aufmerksamkeit auf den Orient lenken wollen (wo das saturierte Deutschland keine unmittelbaren Interessen hatte). Dort – so sein Plan – sollten die übrigen Mächte auf die Unterstützung Deutschlands angewiesen sein.

## Ausblick
In seiner Rezension der Monographie Lappenküpers hat Baumgart darauf hingewiesen, dass der Autor die russischen Quellen nicht ausgewertet habe. Janorschke, der die jüngste eingehende Untersuchung zur Mission Radowitz vorgelegt hat, hat ebenfalls auf eine eigenständige Untersuchung in russischen Archiven verzichtet. Die Auswertung dieser Akten dürfte die letzte Möglichkeit bieten, noch offengebliebene Fragen zu beantworten.